# Condado de Adams (Colorado)
O Condado de Adams (em inglês:  Adams County) é um dos 64 condados do estado americano do Colorado. A sede do condado é Brighton e sua maior cidade é Thornton. Foi fundado em 15 de abril de 1901 e nomeado em homenagem a Alva Adams, um governador do Colorado.
O condado possui uma área de 3 066 km², dos quais 3 024 km² estão cobertos por terra e 42 km² por água, uma população de 441 603 habitantes, e uma densidade populacional de 146 hab/km² (segundo o censo nacional de 2010). É o quinto condado mais populoso do Colorado.